# Shibik
Shibik (del ruso: Шибик) es un jútor del raión de Krymsk del krai de Krasnodar, en Rusia. Está situado en las vertientes septentrionales del extremo de poniente del Cáucaso Occidental, en una zona de montañas boscosas, a orillas del río Shibik, afluente del Adagum, de la cuenca del Kubán, 8 km al sureste de Krymsk y 80 km al oeste de Krasnodar. No tenía población constante en 2010
Pertenece al municipio Prigoródnoye.